# Baguala
La baguala es un género musical originario del noroeste de Argentina que forma parte del folclore de la región y deriva de la música de las comunidades diaguitas que habitaban los Valles Calchaquíes; se considera dentro de los géneros musicales no bailables. Se difundió principalmente entre la gente indígena de esa región. Algunos autores afirman que la versión pampera deriva mayormente de antiguas tonadas españolas.
Consiste en un canto de versos frecuentemente  octosílabos, por lo general improvisados espontáneamente, acompañado por un ritmo ternario de tempo lento muy uniforme, que es marcado por un instrumento de percusión llamado caja, casi siempre tocado por quien canta. Este tipo de canto con caja integra un ritual sagrado y festivo característico de la cultura andina. A la caja o "caja coplera", comúnmente se le agrega la quena emitiendo sonidos agudos que la acompañan y en algunos casos el erque (instrumento típico de la zona, formado por un caño largo, en algunos casos de tres o cuatro metros, que puede ser de metal o madera, con un cono en el extremo que amplifica la vibración del aire emitido por quien lo toca). A la caja coplera algunas veces, en fiestas más alegres como el carnaval, se le agregan crines atravesándola lo que le da un sonido de redoble, semejante a los resortes del redoblante. En general al que canta las coplas se le suman las repeticiones del resto de los participantes lo que produce un efecto similar a los responsos de otros géneros. 
En general, los materiales melódicos de la 
El Chango May, Don José Botas, Estefanía Bersia y Miguel De Debos. También cabe mencionar el extenso trabajo de recopilación de estos cantos, obra de la argentina Leda Valladares.